# Eleições legislativas portuguesas de 2025 no distrito de Beja
| Eleições legislativas portuguesas de 2025 Distritos: Aveiro \| Beja \| Braga \| Bragança \| Castelo Branco \| Coimbra \| Évora \| Faro \| Guarda \| Leiria \| Lisboa \| Portalegre \| Porto \| Santarém \| Setúbal \| Viana do Castelo \| Vila Real \| Viseu \| Açores \| Madeira \| Estrangeiro |

## Resultados por concelho
Os resultados nos concelhos do Distrito de Beja foram os seguintes:

### Aljustrel
| Partido                 | Partido                                  | Votos | %               | +/-  |
| ----------------------- | ---------------------------------------- | ----- | --------------- | ---- |
|                         | Partido Socialista                       | 1 525 | 30,44 / 100,00  | 3,91 |
|                         | Chega                                    | 1 323 | 26,41 / 100,00  | 5,42 |
|                         | Coligação Democrática Unitária (PCP-PEV) | 1 068 | 21,32 / 100,00  | 1,30 |
|                         | AD - Coligação PSD/CDS                   | 594   | 11,86 / 100,00  | 3,31 |
|                         | Bloco de Esquerda                        | 91    | 1,82 / 100,00   | 2,83 |
|                         | Livre                                    | 84    | 1,68 / 100,00   | 0,41 |
|                         | Iniciativa Liberal                       | 60    | 1,20 / 100,00   | 0,24 |
|                         | Pessoas–Animais–Natureza                 | 54    | 1,08 / 100,00   | 0,03 |
|                         | Outros (com menos de 1,00%)              | 102   | 2,04 / 100,00   |      |
| Votos Inválidos         | Votos Inválidos                          | 109   | 2,18 / 100,00   | 0,49 |
| Total                   | Total                                    | 5 010 | 100,00 / 100,00 |      |
| Eleitorado/Participação | Eleitorado/Participação                  | 7 715 | 64,94 / 100,00  | 2,10 |

| Freguesia                  | %     | %     | %     | %     | %    | %    | %    | %    | Votantes | Taxa de Participação |
| Freguesia                  | PS    | CH    | CDU   | AD    | BE   | L    | IL   | PAN  | Votantes | Taxa de Participação |
| -------------------------- | ----- | ----- | ----- | ----- | ---- | ---- | ---- | ---- | -------- | -------------------- |
| Freguesia                  |       |       |       |       |      |      |      |      | Votantes | Taxa de Participação |
| Aljustrel e Rio de Moinhos | 28,69 | 25,88 | 22,88 | 12,63 | 1,90 | 1,65 | 1,41 | 1,13 | 3 269    | 64,77                |
| Ervidel                    | 29,27 | 24,36 | 25,15 | 11,98 | 1,18 | 2,16 | 0,39 | 0,98 | 509      | 64,43                |
| Messejana                  | 29,57 | 29,15 | 19,36 | 10,21 | 1,70 | 2,34 | 0,85 | 1,06 | 470      | 66,67                |
| São João de Negrilhos      | 39,24 | 28,35 | 13,25 | 9,45  | 1,97 | 1,05 | 1,05 | 0,92 | 762      | 64,96                |
| Aljustrel                  | 30,44 | 26,41 | 21,32 | 11,86 | 1,82 | 1,68 | 1,20 | 1,08 | 5 010    | 64,94                |

### Almodôvar
| Partido                 | Partido                                  | Votos | %               | +/-  |
| ----------------------- | ---------------------------------------- | ----- | --------------- | ---- |
|                         | Chega                                    | 1 139 | 30,50 / 100,00  | 7,53 |
|                         | Partido Socialista                       | 1 023 | 27,40 / 100,00  | 7,02 |
|                         | AD - Coligação PSD/CDS                   | 983   | 26,33 / 100,00  | 3,67 |
|                         | Coligação Democrática Unitária (PCP-PEV) | 178   | 4,77 / 100,00   | 0,71 |
|                         | Iniciativa Liberal                       | 71    | 1,90 / 100,00   | 0,06 |
|                         | Alternativa Democrática Nacional         | 69    | 1,85 / 100,00   | 0,10 |
|                         | Bloco de Esquerda                        | 63    | 1,69 / 100,00   | 1,91 |
|                         | Livre                                    | 55    | 1,47 / 100,00   | 0,11 |
|                         | Outros (com menos de 1,00%)              | 81    | 2,16 / 100,00   |      |
| Votos Inválidos         | Votos Inválidos                          | 72    | 1,92 / 100,00   | 0,91 |
| Total                   | Total                                    | 3 734 | 100,00 / 100,00 |      |
| Eleitorado/Participação | Eleitorado/Participação                  | 5 922 | 63,05 / 100,00  | 1,88 |

| Freguesia                        | %     | %     | %     | %    | %    | %    | %    | %    | Votantes | Taxa de Participação |
| Freguesia                        | CH    | PS    | AD    | CDU  | IL   | ADN  | BE   | L    | Votantes | Taxa de Participação |
| -------------------------------- | ----- | ----- | ----- | ---- | ---- | ---- | ---- | ---- | -------- | -------------------- |
| Freguesia                        |       |       |       |      |      |      |      |      | Votantes | Taxa de Participação |
| Aldeia dos Fernandes             | 30,29 | 35,00 | 17,35 | 7,06 | 2,06 | 2,65 | 1,47 | 1,18 | 340      | 67,46                |
| Almodôvar                        | 31,56 | 24,35 | 27,98 | 4,43 | 1,97 | 1,79 | 2,10 | 1,66 | 2 234    | 66,00                |
| Rosário                          | 39,74 | 26,06 | 18,89 | 6,19 | 2,61 | 0,98 | 0,65 | 1,30 | 307      | 56,33                |
| Santa Clara-a-Nova e Gomes Aires | 27,34 | 27,59 | 30,05 | 4,68 | 1,48 | 1,48 | 1,48 | 1,23 | 406      | 57,59                |
| Santa Cruz                       | 18,75 | 41,18 | 25,00 | 5,15 | 1,10 | 2,57 | 0,37 | 1,84 | 272      | 59,26                |
| São Barnabé                      | 26,86 | 32,00 | 29,14 | 1,71 | 1,71 | 2,29 | 1,14 | 0    | 175      | 54,01                |
| Almodôvar                        | 30,50 | 27,40 | 26,33 | 4,77 | 1,90 | 1,85 | 1,69 | 1,47 | 3 734    | 63,05                |

### Alvito
| Partido                 | Partido                                  | Votos | %               | +/-  |
| ----------------------- | ---------------------------------------- | ----- | --------------- | ---- |
|                         | Chega                                    | 341   | 28,30 / 100,00  | 3,48 |
|                         | Partido Socialista                       | 325   | 26,97 / 100,00  | 1,57 |
|                         | AD - Coligação PSD/CDS                   | 250   | 20,75 / 100,00  | 3,56 |
|                         | Coligação Democrática Unitária (PCP-PEV) | 140   | 11,62 / 100,00  | 1,44 |
|                         | Bloco de Esquerda                        | 37    | 3,07 / 100,00   | 3,74 |
|                         | Livre                                    | 29    | 2,41 / 100,00   | 0,87 |
|                         | Iniciativa Liberal                       | 20    | 1,66 / 100,00   | 0,12 |
|                         | Pessoas–Animais–Natureza                 | 13    | 1,08 / 100,00   | 0,30 |
|                         | Outros (com menos de 1,00%)              | 27    | 2,25 / 100,00   |      |
| Votos Inválidos         | Votos Inválidos                          | 23    | 1,91 / 100,00   | 0,93 |
| Total                   | Total                                    | 1 205 | 100,00 / 100,00 |      |
| Eleitorado/Participação | Eleitorado/Participação                  | 1 873 | 64,34 / 100,00  | 2,31 |

| Freguesia            | %     | %     | %     | %     | %    | %    | %    | %    | Votantes | Taxa de Participação |
| Freguesia            | CH    | PS    | AD    | CDU   | BE   | L    | IL   | PAN  | Votantes | Taxa de Participação |
| -------------------- | ----- | ----- | ----- | ----- | ---- | ---- | ---- | ---- | -------- | -------------------- |
| Freguesia            |       |       |       |       |      |      |      |      | Votantes | Taxa de Participação |
| Alvito               | 28,41 | 21,66 | 23,39 | 13,66 | 3,77 | 2,35 | 1,88 | 0,78 | 637      | 66,77                |
| Vila Nova da Baronia | 28,17 | 32,92 | 17,78 | 9,33  | 2,29 | 2,46 | 1,41 | 1,41 | 568      | 61,81                |
| Alvito               | 28,30 | 26,97 | 20,75 | 11,62 | 3,07 | 2,41 | 1,66 | 1,08 | 1 205    | 64,34                |

### Barrancos
| Partido                 | Partido                                  | Votos | %               | +/-  |
| ----------------------- | ---------------------------------------- | ----- | --------------- | ---- |
|                         | Chega                                    | 220   | 31,03 / 100,00  | 8,26 |
|                         | Partido Socialista                       | 205   | 28,91 / 100,00  | 1,62 |
|                         | AD - Coligação PSD/CDS                   | 130   | 18,34 / 100,00  | 2,43 |
|                         | Coligação Democrática Unitária (PCP-PEV) | 80    | 11,28 / 100,00  | 7,22 |
|                         | Iniciativa Liberal                       | 16    | 2,26 / 100,00   | 0,19 |
|                         | Outros (com menos de 1,00%)              | 35    | 4,94 / 100,00   |      |
| Votos Inválidos         | Votos Inválidos                          | 23    | 3,24 / 100,00   | 0,90 |
| Total                   | Total                                    | 709   | 100,00 / 100,00 |      |
| Eleitorado/Participação | Eleitorado/Participação                  | 1 265 | 56,05 / 100,00  | 5,20 |

| Freguesia | %     | %     | %     | %     | %    | Votantes | Taxa de Participação |
| Freguesia | CH    | PS    | AD    | CDU   | IL   | Votantes | Taxa de Participação |
| --------- | ----- | ----- | ----- | ----- | ---- | -------- | -------------------- |
| Freguesia |       |       |       |       |      | Votantes | Taxa de Participação |
| Barrancos | 31,03 | 28,91 | 18,34 | 11,28 | 2,26 | 709      | 56,05                |
| Barrancos | 31,03 | 28,91 | 18,34 | 11,28 | 2,26 | 709      | 56,05                |

### Beja
| Partido                 | Partido                                  | Votos  | %               | +/-  |
| ----------------------- | ---------------------------------------- | ------ | --------------- | ---- |
|                         | Chega                                    | 4 924  | 27,04 / 100,00  | 5,94 |
|                         | AD - Coligação PSD/CDS                   | 4 407  | 24,20 / 100,00  | 4,15 |
|                         | Partido Socialista                       | 4 351  | 23,89 / 100,00  | 5,37 |
|                         | Coligação Democrática Unitária (PCP-PEV) | 2 397  | 13,16 / 100,00  | 1,87 |
|                         | Iniciativa Liberal                       | 468    | 2,57 / 100,00   | 0,05 |
|                         | Livre                                    | 434    | 2,38 / 100,00   | 0,57 |
|                         | Bloco de Esquerda                        | 373    | 2,05 / 100,00   | 2,32 |
|                         | Outros (com menos de 1,00%)              | 478    | 2,63 / 100,00   |      |
| Votos Inválidos         | Votos Inválidos                          | 379    | 2,08 / 100,00   | 0,43 |
| Total                   | Total                                    | 18 211 | 100,00 / 100,00 |      |
| Eleitorado/Participação | Eleitorado/Participação                  | 28 325 | 64,29 / 100,00  | 1,58 |

| Freguesia                                | %     | %     | %     | %     | %    | %    | %    | Votantes | Taxa de Participação |
| Freguesia                                | CH    | AD    | PS    | CDU   | IL   | L    | BE   | Votantes | Taxa de Participação |
| ---------------------------------------- | ----- | ----- | ----- | ----- | ---- | ---- | ---- | -------- | -------------------- |
| Freguesia                                |       |       |       |       |      |      |      | Votantes | Taxa de Participação |
| Albernoa e Trindade                      | 27,19 | 15,51 | 26,29 | 17,53 | 1,57 | 1,80 | 2,47 | 445      | 61,21                |
| Baleizão                                 | 30,36 | 7,86  | 20,38 | 30,36 | 0,21 | 1,70 | 4,46 | 471      | 65,33                |
| Beja (Salvador e Santa Maria da Feira)   | 29,50 | 24,97 | 23,03 | 10,73 | 2,80 | 2,89 | 1,82 | 5 610    | 63,02                |
| Beja (Santiago Maior e São João Batista) | 23,52 | 30,25 | 22,15 | 11,81 | 2,91 | 2,43 | 2,26 | 7 527    | 66,74                |
| Beringel                                 | 28,21 | 22,78 | 28,05 | 12,22 | 1,66 | 1,51 | 1,36 | 663      | 60,94                |
| Cabeça Gorda                             | 28,90 | 11,47 | 31,80 | 16,67 | 2,60 | 1,68 | 1,22 | 654      | 58,60                |
| Nossa Senhora das Neves                  | 31,98 | 15,33 | 26,34 | 16,91 | 2,33 | 1,97 | 1,44 | 763      | 58,16                |
| Salvada e Quintos                        | 25,85 | 12,07 | 28,64 | 21,05 | 1,55 | 1,70 | 2,32 | 646      | 62,60                |
| Santa Clara de Louredo                   | 26,82 | 14,58 | 25,00 | 20,05 | 2,08 | 2,86 | 2,34 | 384      | 72,05                |
| Santa Vitória e Mombeja                  | 27,91 | 10,36 | 32,14 | 21,14 | 1,27 | 0,63 | 2,54 | 473      | 65,69                |
| São Matias                               | 36,84 | 17,54 | 27,02 | 5,96  | 3,51 | 2,81 | 0,70 | 285      | 66,90                |
| Trigaches e São Brissos                  | 37,24 | 16,21 | 25,52 | 12,41 | 1,72 | 1,38 | 1,03 | 290      | 61,70                |
| Beja                                     | 27,04 | 24,20 | 23,89 | 13,16 | 2,57 | 2,38 | 2,05 | 18 211   | 64,29                |

### Castro Verde
| Partido                 | Partido                                  | Votos | %               | +/-  |
| ----------------------- | ---------------------------------------- | ----- | --------------- | ---- |
|                         | Partido Socialista                       | 1 023 | 26,87 / 100,00  | 5,29 |
|                         | Chega                                    | 1 005 | 26,40 / 100,00  | 7,75 |
|                         | AD - Coligação PSD/CDS                   | 655   | 17,21 / 100,00  | 3,72 |
|                         | Coligação Democrática Unitária (PCP-PEV) | 622   | 16,34 / 100,00  | 0,79 |
|                         | Livre                                    | 109   | 2,86 / 100,00   | 0,45 |
|                         | Bloco de Esquerda                        | 94    | 2,47 / 100,00   | 4,20 |
|                         | Iniciativa Liberal                       | 89    | 2,34 / 100,00   | 0,80 |
|                         | Alternativa Democrática Nacional         | 41    | 1,08 / 100,00   | 0,16 |
|                         | Outros (com menos de 1,00%)              | 82    | 2,17 / 100,00   |      |
| Votos Inválidos         | Votos Inválidos                          | 87    | 2,28 / 100,00   | 0,06 |
| Total                   | Total                                    | 3 807 | 100,00 / 100,00 |      |
| Eleitorado/Participação | Eleitorado/Participação                  | 5 992 | 63,53 / 100,00  | 3,10 |

| Freguesia                | %     | %     | %     | %     | %    | %    | %    | %    | Votantes | Taxa de Participação |
| Freguesia                | PS    | CH    | AD    | CDU   | L    | BE   | IL   | PAN  | Votantes | Taxa de Participação |
| ------------------------ | ----- | ----- | ----- | ----- | ---- | ---- | ---- | ---- | -------- | -------------------- |
| Freguesia                |       |       |       |       |      |      |      |      | Votantes | Taxa de Participação |
| Castro Verde e Casével   | 26,58 | 24,82 | 19,28 | 15,04 | 3,51 | 2,84 | 2,73 | 1,09 | 2 852    | 63,70                |
| Entradas                 | 22,51 | 34,21 | 14,91 | 17,54 | 1,46 | 0,29 | 1,46 | 0,58 | 342      | 63,33                |
| Santa Bárbara de Padrões | 28,38 | 31,66 | 7,42  | 22,05 | 0,66 | 2,18 | 1,31 | 0,87 | 458      | 64,15                |
| São Marcos da Ataboeira  | 37,42 | 22,58 | 12,90 | 20,65 | 0,65 | 1,29 | 0    | 0    | 155      | 59,39                |
| Castro Verde             | 26,87 | 26,40 | 17,21 | 16,34 | 2,86 | 2,47 | 2,34 | 1,08 | 3 807    | 63,53                |

### Cuba
| Partido                 | Partido                                  | Votos | %               | +/-  |
| ----------------------- | ---------------------------------------- | ----- | --------------- | ---- |
|                         | Partido Socialista                       | 609   | 26,75 / 100,00  | 6,13 |
|                         | Chega                                    | 582   | 25,56 / 100,00  | 4,97 |
|                         | AD - Coligação PSD/CDS                   | 455   | 19,98 / 100,00  | 5,59 |
|                         | Coligação Democrática Unitária (PCP-PEV) | 416   | 18,27 / 100,00  | 1,75 |
|                         | Livre                                    | 48    | 2,11 / 100,00   | 0,42 |
|                         | Iniciativa Liberal                       | 34    | 1,49 / 100,00   | 0,24 |
|                         | Bloco de Esquerda                        | 29    | 1,27 / 100,00   | 1,89 |
|                         | Outros (com menos de 1,00%)              | 50    | 2,19 / 100,00   |      |
| Votos Inválidos         | Votos Inválidos                          | 54    | 2,37 / 100,00   | 0,34 |
| Total                   | Total                                    | 2 277 | 100,00 / 100,00 |      |
| Eleitorado/Participação | Eleitorado/Participação                  | 3 626 | 62,80 / 100,00  | 3,93 |

| Freguesia        | %     | %     | %     | %     | %    | %    | %    | Votantes | Taxa de Participação |
| Freguesia        | PS    | CH    | AD    | CDU   | L    | IL   | BE   | Votantes | Taxa de Participação |
| ---------------- | ----- | ----- | ----- | ----- | ---- | ---- | ---- | -------- | -------------------- |
| Freguesia        |       |       |       |       |      |      |      | Votantes | Taxa de Participação |
| Cuba             | 25,33 | 26,46 | 21,56 | 17,28 | 2,20 | 1,89 | 1,01 | 1 591    | 62,86                |
| Faro do Alentejo | 25,56 | 26,30 | 15,56 | 24,81 | 1,48 | 0    | 2,59 | 270      | 62,36                |
| Vila Alva        | 33,33 | 17,87 | 17,39 | 18,84 | 3,38 | 0,48 | 1,45 | 207      | 66,56                |
| Vila Ruiva       | 32,54 | 25,36 | 16,27 | 16,75 | 0,96 | 1,44 | 1,44 | 209      | 59,54                |
| Cuba             | 26,75 | 25,56 | 19,98 | 18,27 | 2,11 | 1,49 | 1,27 | 2 277    | 62,80                |

### Ferreira do Alentejo
| Partido                 | Partido                                         | Votos | %               | +/-  |
| ----------------------- | ----------------------------------------------- | ----- | --------------- | ---- |
|                         | Chega                                           | 1 127 | 29,63 / 100,00  | 7,56 |
|                         | Partido Socialista                              | 1 114 | 29,29 / 100,00  | 6,28 |
|                         | AD - Coligação PSD/CDS                          | 694   | 18,25 / 100,00  | 4,65 |
|                         | Coligação Democrática Unitária (PCP-PEV)        | 483   | 12,70 / 100,00  | 0,64 |
|                         | Livre                                           | 73    | 1,92 / 100,00   | 0,05 |
|                         | Bloco de Esquerda                               | 69    | 1,81 / 100,00   | 3,29 |
|                         | Iniciativa Liberal                              | 53    | 1,39 / 100,00   | 0,81 |
|                         | Partido Comunista dos Trabalhadores Portugueses | 40    | 1,05 / 100,00   | 0,06 |
|                         | Outros (com menos de 1,00%)                     | 90    | 2,37 / 100,00   |      |
| Votos Inválidos         | Votos Inválidos                                 | 60    | 1,57 / 100,00   | 0,30 |
| Total                   | Total                                           | 3 803 | 100,00 / 100,00 |      |
| Eleitorado/Participação | Eleitorado/Participação                         | 6 129 | 62,05 / 100,00  | 0,26 |

| Freguesia               | %     | %     | %     | %     | %    | %    | %    | %    | Votantes | Taxa de Participação |
| Freguesia               | CH    | PS    | AD    | CDU   | L    | BE   | IL   | PCTP | Votantes | Taxa de Participação |
| ----------------------- | ----- | ----- | ----- | ----- | ---- | ---- | ---- | ---- | -------- | -------------------- |
| Freguesia               |       |       |       |       |      |      |      |      | Votantes | Taxa de Participação |
| Alfundão e Peroguarda   | 33,87 | 33,87 | 14,54 | 7,27  | 1,06 | 2,66 | 1,06 | 1,77 | 564      | 58,93                |
| Ferreira do Alentejo    | 30,02 | 24,90 | 20,99 | 13,51 | 2,19 | 2,06 | 1,55 | 0,82 | 2 325    | 61,33                |
| Figueira dos Cavaleiros | 26,92 | 37,87 | 11,83 | 15,09 | 1,92 | 0,74 | 1,33 | 1,33 | 676      | 67,53                |
| Odivelas                | 23,53 | 36,97 | 18,49 | 10,92 | 1,26 | 0,42 | 0,84 | 0,84 | 238      | 62,63                |
| Ferreira do Alentejo    | 29,63 | 29,29 | 18,25 | 12,70 | 1,92 | 1,81 | 1,39 | 1,05 | 3 803    | 62,05                |

### Mértola
| Partido                 | Partido                                  | Votos | %               | +/-  |
| ----------------------- | ---------------------------------------- | ----- | --------------- | ---- |
|                         | Partido Socialista                       | 1 028 | 30,41 / 100,00  | 5,79 |
|                         | Chega                                    | 673   | 19,91 / 100,00  | 4,62 |
|                         | Coligação Democrática Unitária (PCP-PEV) | 646   | 19,11 / 100,00  | 1,89 |
|                         | AD - Coligação PSD/CDS                   | 632   | 18,70 / 100,00  | 4,79 |
|                         | Bloco de Esquerda                        | 59    | 1,75 / 100,00   | 2,39 |
|                         | Livre                                    | 58    | 1,72 / 100,00   | 0,51 |
|                         | Alternativa Democrática Nacional         | 44    | 1,30 / 100,00   | 0,11 |
|                         | Iniciativa Liberal                       | 42    | 1,24 / 100,00   | 0,06 |
|                         | Outros (com menos de 1,00%)              | 75    | 2,22 / 100,00   |      |
| Votos Inválidos         | Votos Inválidos                          | 123   | 3,64 / 100,00   | 0,22 |
| Total                   | Total                                    | 3 380 | 100,00 / 100,00 |      |
| Eleitorado/Participação | Eleitorado/Participação                  | 5 500 | 61,45 / 100,00  | 3,29 |

| Freguesia                 | %     | %     | %     | %     | %    | %    | %    | %    | Votantes | Taxa de Participação |
| Freguesia                 | PS    | CH    | CDU   | AD    | BE   | L    | ADN  | IL   | Votantes | Taxa de Participação |
| ------------------------- | ----- | ----- | ----- | ----- | ---- | ---- | ---- | ---- | -------- | -------------------- |
| Freguesia                 |       |       |       |       |      |      |      |      | Votantes | Taxa de Participação |
| Alcaria Ruiva             | 31,40 | 17,07 | 21,65 | 23,17 | 0,30 | 0,91 | 0,61 | 0,91 | 328      | 56,75                |
| Corte do Pinto            | 32,74 | 28,13 | 13,04 | 13,55 | 1,79 | 1,28 | 0,77 | 1,02 | 391      | 56,50                |
| Espírito Santo            | 35,40 | 26,71 | 12,42 | 16,77 | 1,24 | 0,62 | 2,48 | 1,24 | 161      | 58,55                |
| Mértola                   | 29,82 | 16,67 | 20,25 | 20,04 | 2,25 | 1,83 | 1,55 | 1,69 | 1 422    | 65,74                |
| São Miguel do Pinheiro    | 37,39 | 13,53 | 18,58 | 19,27 | 1,38 | 2,75 | 0,92 | 1,15 | 436      | 60,14                |
| Santana de Cambas         | 27,96 | 25,69 | 16,37 | 17,38 | 1,76 | 1,76 | 1,26 | 0,50 | 397      | 62,72                |
| São João dos Caldeireiros | 17,14 | 26,94 | 28,57 | 15,51 | 1,63 | 1,63 | 1,63 | 0,82 | 245      | 56,45                |
| Mértola                   | 30,41 | 19,91 | 19,11 | 18,70 | 1,75 | 1,72 | 1,30 | 1,24 | 3 380    | 61,45                |

### Moura
| Partido                 | Partido                                  | Votos  | %               | +/-  |
| ----------------------- | ---------------------------------------- | ------ | --------------- | ---- |
|                         | Chega                                    | 2 482  | 36,71 / 100,00  | 6,26 |
|                         | Partido Socialista                       | 1 834  | 27,12 / 100,00  | 5,44 |
|                         | AD - Coligação PSD/CDS                   | 1 131  | 16,73 / 100,00  | 2,76 |
|                         | Coligação Democrática Unitária (PCP-PEV) | 768    | 11,36 / 100,00  | 1,22 |
|                         | Livre                                    | 98     | 1,45 / 100,00   | 0,36 |
|                         | Iniciativa Liberal                       | 83     | 1,23 / 100,00   | 0,34 |
|                         | Bloco de Esquerda                        | 70     | 1,04 / 100,00   | 1,50 |
|                         | Outros (com menos de 1,00%)              | 152    | 2,24 / 100,00   |      |
| Votos Inválidos         | Votos Inválidos                          | 144    | 2,13 / 100,00   | 0,09 |
| Total                   | Total                                    | 6 762  | 100,00 / 100,00 |      |
| Eleitorado/Participação | Eleitorado/Participação                  | 11 784 | 57,38 / 100,00  | 2,64 |

| Freguesia                                         | %     | %     | %     | %     | %    | %    | %    | Votantes | Taxa de Participação |
| Freguesia                                         | CH    | PS    | AD    | CDU   | L    | IL   | BE   | Votantes | Taxa de Participação |
| ------------------------------------------------- | ----- | ----- | ----- | ----- | ---- | ---- | ---- | -------- | -------------------- |
| Freguesia                                         |       |       |       |       |      |      |      | Votantes | Taxa de Participação |
| Amareleja                                         | 44,14 | 18,53 | 12,00 | 15,41 | 1,61 | 1,23 | 0,76 | 1 058    | 55,63                |
| Póvoa de São Miguel                               | 36,43 | 36,19 | 17,36 | 4,89  | 0,49 | 0,73 | 0,24 | 409      | 61,78                |
| Safara e Santo Aleixo da Restauração              | 40,26 | 26,93 | 13,59 | 12,16 | 0,78 | 0,65 | 0,92 | 765      | 56,96                |
| Santo Agostinho e São João Batista e Santo Amador | 34,20 | 27,69 | 19,23 | 10,64 | 1,69 | 1,50 | 1,23 | 4 135    | 58,00                |
| Sobral da Adiça                                   | 36,46 | 35,19 | 8,61  | 13,16 | 0,76 | 0    | 0,76 | 395      | 52,81                |
| Moura                                             | 36,71 | 27,12 | 16,73 | 11,36 | 1,45 | 1,23 | 1,04 | 6 762    | 57,38                |

### Odemira
| Partido                 | Partido                                  | Votos  | %               | +/-  |
| ----------------------- | ---------------------------------------- | ------ | --------------- | ---- |
|                         | Chega                                    | 3 568  | 29,58 / 100,00  | 7,65 |
|                         | Partido Socialista                       | 3 002  | 24,88 / 100,00  | 5,52 |
|                         | AD - Coligação PSD/CDS                   | 2 679  | 22,21 / 100,00  | 4,86 |
|                         | Coligação Democrática Unitária (PCP-PEV) | 1 029  | 8,53 / 100,00   | 1,33 |
|                         | Livre                                    | 347    | 2,88 / 100,00   | 0,11 |
|                         | Iniciativa Liberal                       | 342    | 2,83 / 100,00   | 0,44 |
|                         | Bloco de Esquerda                        | 284    | 2,35 / 100,00   | 3,60 |
|                         | Alternativa Democrática Nacional         | 164    | 1,36 / 100,00   | 0,06 |
|                         | Pessoas–Animais–Natureza                 | 144    | 1,19 / 100,00   | 0,42 |
|                         | Outros (com menos de 1,00%)              | 197    | 1,63 / 100,00   |      |
| Votos Inválidos         | Votos Inválidos                          | 308    | 2,55 / 100,00   | 0,83 |
| Total                   | Total                                    | 12 064 | 100,00 / 100,00 |      |
| Eleitorado/Participação | Eleitorado/Participação                  | 19 394 | 62,20 / 100,00  | 2,43 |

| Freguesia                  | %     | %     | %     | %     | %    | %    | %    | %    | %    | Votantes | Taxa de Participação |
| Freguesia                  | CH    | PS    | AD    | CDU   | L    | IL   | BE   | ADN  | PAN  | Votantes | Taxa de Participação |
| -------------------------- | ----- | ----- | ----- | ----- | ---- | ---- | ---- | ---- | ---- | -------- | -------------------- |
| Freguesia                  |       |       |       |       |      |      |      |      |      | Votantes | Taxa de Participação |
| Boavista dos Pinheiros     | 32,35 | 24,66 | 17,18 | 8,11  | 3,79 | 4,53 | 2,85 | 0,95 | 1,26 | 949      | 70,61                |
| Colos                      | 30,13 | 25,55 | 19,43 | 11,79 | 1,75 | 2,40 | 1,97 | 1,31 | 0,87 | 458      | 61,31                |
| Longueira / Almograve      | 33,91 | 19,49 | 26,62 | 5,55  | 3,49 | 3,33 | 1,27 | 2,06 | 1,11 | 631      | 60,27                |
| Luzianes-Gare              | 11,49 | 26,35 | 13,51 | 37,84 | 1,35 | 0    | 2,70 | 0,68 | 1,35 | 148      | 61,41                |
| Relíquias                  | 19,40 | 36,72 | 17,61 | 12,84 | 1,19 | 1,49 | 4,78 | 0,90 | 0,90 | 335      | 53,86                |
| Saboia                     | 23,77 | 31,61 | 25,11 | 6,73  | 2,24 | 1,35 | 2,47 | 2,24 | 0,22 | 446      | 63,44                |
| Santa Clara-a-Velha        | 20,69 | 34,48 | 25,71 | 6,90  | 1,57 | 0,63 | 1,57 | 0,94 | 0,94 | 319      | 62,67                |
| São Luís                   | 26,23 | 26,23 | 20,78 | 12,28 | 1,89 | 1,68 | 3,04 | 1,05 | 1,36 | 953      | 62,86                |
| São Martinho das Amoreiras | 19,10 | 41,57 | 24,16 | 5,90  | 1,40 | 0,56 | 1,69 | 1,40 | 0    | 356      | 56,87                |
| São Salvador e Santa Maria | 22,62 | 25,22 | 24,78 | 11,28 | 4,56 | 3,30 | 2,60 | 0,89 | 0,95 | 1 578    | 64,83                |
| São Teotónio               | 31,97 | 26,09 | 20,73 | 7,04  | 2,23 | 3,07 | 2,12 | 1,31 | 1,17 | 2 740    | 60,89                |
| Vale de Santiago           | 30,20 | 25,16 | 21,23 | 10,72 | 1,53 | 1,31 | 0,44 | 2,63 | 1,31 | 457      | 63,30                |
| Vila Nova de Milfontes     | 35,86 | 18,15 | 23,98 | 5,72  | 3,60 | 3,49 | 2,52 | 1,56 | 1,71 | 2 694    | 61,46                |
| Odemira                    | 29,58 | 24,88 | 22,21 | 8,53  | 2,88 | 2,83 | 2,35 | 1,36 | 1,19 | 12 064   | 62,20                |

### Ourique
| Partido                 | Partido                                  | Votos | %               | +/-  |
| ----------------------- | ---------------------------------------- | ----- | --------------- | ---- |
|                         | AD - Coligação PSD/CDS                   | 925   | 33,93 / 100,00  | 3,84 |
|                         | Partido Socialista                       | 844   | 30,96 / 100,00  | 3,52 |
|                         | Chega                                    | 551   | 20,21 / 100,00  | 4,75 |
|                         | Coligação Democrática Unitária (PCP-PEV) | 157   | 5,76 / 100,00   | 1,38 |
|                         | Alternativa Democrática Nacional         | 39    | 1,43 / 100,00   | 0,80 |
|                         | Bloco de Esquerda                        | 34    | 1,25 / 100,00   | 1,71 |
|                         | Iniciativa Liberal                       | 34    | 1,25 / 100,00   | 0,18 |
|                         | Outros (com menos de 1,00%)              | 71    | 2,60 / 100,00   |      |
| Votos Inválidos         | Votos Inválidos                          | 71    | 2,60 / 100,00   | 0,11 |
| Total                   | Total                                    | 2 726 | 100,00 / 100,00 |      |
| Eleitorado/Participação | Eleitorado/Participação                  | 4 096 | 66,55 / 100,00  | 2,27 |

| Freguesia            | %     | %     | %     | %    | %    | %    | %    | Votantes | Taxa de Participação |
| Freguesia            | AD    | PS    | CH    | CDU  | ADN  | BE   | IL   | Votantes | Taxa de Participação |
| -------------------- | ----- | ----- | ----- | ---- | ---- | ---- | ---- | -------- | -------------------- |
| Freguesia            |       |       |       |      |      |      |      | Votantes | Taxa de Participação |
| Garvão e Santa Luzia | 30,06 | 30,65 | 21,61 | 8,06 | 1,57 | 0,98 | 0,98 | 509      | 65,85                |
| Ourique              | 35,53 | 31,03 | 20,05 | 4,95 | 1,52 | 0,95 | 1,46 | 1 576    | 68,46                |
| Panoias e Conceição  | 27,88 | 33,33 | 19,87 | 9,62 | 0,64 | 2,24 | 0,96 | 312      | 68,72                |
| Santana da Serra     | 37,99 | 28,88 | 19,15 | 2,43 | 1,52 | 2,13 | 0,91 | 329      | 58,02                |
| Ourique              | 33,93 | 30,96 | 20,21 | 5,76 | 1,43 | 1,25 | 1,25 | 2 726    | 66,55                |

### Serpa
| Partido                 | Partido                                  | Votos  | %               | +/-  |
| ----------------------- | ---------------------------------------- | ------ | --------------- | ---- |
|                         | Partido Socialista                       | 1 814  | 25,12 / 100,00  | 4,51 |
|                         | Chega                                    | 1 671  | 23,14 / 100,00  | 4,17 |
|                         | Coligação Democrática Unitária (PCP-PEV) | 1 652  | 22,88 / 100,00  | 0,82 |
|                         | AD - Coligação PSD/CDS                   | 1 367  | 18,93 / 100,00  | 4,38 |
|                         | Livre                                    | 131    | 1,81 / 100,00   | 0,24 |
|                         | Bloco de Esquerda                        | 105    | 1,45 / 100,00   | 1,90 |
|                         | Iniciativa Liberal                       | 75     | 1,04 / 100,00   | 0,62 |
|                         | Outros (com menos de 1,00%)              | 215    | 2,98 / 100,00   |      |
| Votos Inválidos         | Votos Inválidos                          | 190    | 2,63 / 100,00   | 0,08 |
| Total                   | Total                                    | 7 220  | 100,00 / 100,00 |      |
| Eleitorado/Participação | Eleitorado/Participação                  | 12 139 | 59,48 / 100,00  | 3,90 |

| Freguesia                              | %     | %     | %     | %     | %    | %    | %    | Votantes | Taxa de Participação |
| Freguesia                              | PS    | CH    | CDU   | AD    | L    | BE   | IL   | Votantes | Taxa de Participação |
| -------------------------------------- | ----- | ----- | ----- | ----- | ---- | ---- | ---- | -------- | -------------------- |
| Freguesia                              |       |       |       |       |      |      |      | Votantes | Taxa de Participação |
| Brinches                               | 24,36 | 30,21 | 18,27 | 18,27 | 0,94 | 2,11 | 0,70 | 427      | 52,72                |
| Pias                                   | 21,37 | 18,15 | 39,92 | 11,16 | 2,01 | 1,12 | 1,29 | 1 245    | 58,92                |
| Serpa (Salvador e Santa Maria)         | 26,53 | 25,30 | 12,63 | 24,44 | 2,25 | 1,76 | 1,36 | 3 016    | 60,79                |
| Vila Nova de São Bento e Vale de Vargo | 22,36 | 23,12 | 30,30 | 15,23 | 1,20 | 1,36 | 0,65 | 1 838    | 58,48                |
| Vila Verde de Ficalho                  | 33,57 | 18,44 | 20,03 | 19,16 | 1,73 | 0,58 | 0,43 | 694      | 62,41                |
| Serpa                                  | 25,12 | 23,14 | 22,88 | 18,93 | 1,81 | 1,45 | 1,04 | 7 220    | 59,48                |

### Vidigueira
| Partido                 | Partido                                  | Votos | %               | +/-  |
| ----------------------- | ---------------------------------------- | ----- | --------------- | ---- |
|                         | Chega                                    | 841   | 29,68 / 100,00  | 6,22 |
|                         | Partido Socialista                       | 839   | 29,60 / 100,00  | 5,11 |
|                         | AD - Coligação PSD/CDS                   | 505   | 17,82 / 100,00  | 4,50 |
|                         | Coligação Democrática Unitária (PCP-PEV) | 364   | 12,84 / 100,00  | 1,97 |
|                         | Iniciativa Liberal                       | 52    | 1,83 / 100,00   | 0,31 |
|                         | Bloco de Esquerda                        | 50    | 1,76 / 100,00   | 2,25 |
|                         | Livre                                    | 47    | 1,66 / 100,00   | 0,14 |
|                         | Outros (com menos de 1,00%)              | 78    | 2,76 / 100,00   |      |
| Votos Inválidos         | Votos Inválidos                          | 58    | 2,05 / 100,00   | 1,07 |
| Total                   | Total                                    | 2 834 | 100,00 / 100,00 |      |
| Eleitorado/Participação | Eleitorado/Participação                  | 4 560 | 62,15 / 100,00  | 0,99 |

| Freguesia      | %     | %     | %     | %     | %    | %    | %    | Votantes | Taxa de Participação |
| Freguesia      | CH    | PS    | AD    | CDU   | IL   | BE   | L    | Votantes | Taxa de Participação |
| -------------- | ----- | ----- | ----- | ----- | ---- | ---- | ---- | -------- | -------------------- |
| Freguesia      |       |       |       |       |      |      |      | Votantes | Taxa de Participação |
| Pedrógão       | 30,21 | 30,42 | 7,71  | 23,13 | 1,46 | 1,88 | 1,25 | 480      | 57,97                |
| Selmes         | 37,70 | 30,05 | 12,57 | 11,48 | 1,91 | 1,37 | 0,55 | 366      | 55,54                |
| Vidigueira     | 29,24 | 27,16 | 23,34 | 9,59  | 2,08 | 1,95 | 1,95 | 1 491    | 63,47                |
| Vila de Frades | 24,55 | 35,81 | 14,89 | 13,68 | 1,41 | 1,41 | 2,01 | 497      | 68,65                |
| Vidigueira     | 29,68 | 29,60 | 17,82 | 12,84 | 1,83 | 1,76 | 1,66 | 2 834    | 62,15                |

## Lista de Deputados Eleitos
A lista apresentada é conforme a aplicação do Método D'Hondt:
| N.º | Nome                                 | Partido | Partido            | Partido                          | Quociente |
| --- | ------------------------------------ | ------- | ------------------ | -------------------------------- | --------- |
| 1   | Rui Cristina                         |         | Chega              | Chega                            | 20447     |
| 2   | Pedro Nuno Raposo Prazeres do Carmo  |         | Partido Socialista | Partido Socialista               | 19536     |
| 3   | Gonçalo Nuno Raio Valente e Henrique |         |                    | AD - Coligação PSD/CDS (PPD/PSD) | 15407     |